# Megadef
Megadef — второй студийный альбом андерграундной рэп-группы Styles of Beyond, выпущенный в 9 сентября 2003 года на компакт-диске и виниле, а также в качестве цифрового скачивания. Надпись является отсылкой к группе Megadeth, и в то же время стилистически напоминает логотип группы Metallica. Продюсерами альбома стали DJ Cheapshot Vin Skully, входящие в состав коллектива Styles of Beyond.

## Синглы
Всего было выпущено шесть синглов. Первый сингл «Subculture» был выпущен 1 марта, второй — «Pay Me» — вышел 1 ноября. Некоторые фанаты группы получили в качестве подарка эксклюзивные синглы с альбома — «Megadef», «Mr. Brown», «Be Your Dog» и «Bleach». На песни «Be Your Dog», «Pay Me» и «Bleach» были выпущены видеоклипы.

## Список композиций
1. Intro — 1:07
2. Megadef — 2:31
3. Mr. Brown — 3:33
4. You Lose — 3:17
5. Interlude — 0:12
6. Be Your Dog — 3:37
7. Pay Me (feat. 4-Zone) — 4:33
8. Outta Control — 4:06
9. Bleach — 3:11
10. Playing With Fire (feat. Apathy & Celph Titled) — 3:49
11. Live Enough (Remix) — 3:27
12. Round 'Em Up — 4:01
13. Eurobiks — 2:56
14. Superstars — 7:09 (Содержит в себе скрытый трек «Gigantor»)

## Участники записи
- 2-Tone — арт-директор, продюсер
- Akiko — иллюстрации
- Coax — арт-директор
- DJ Vice — скретч
- Колтон Фишер (Colton Fisher) [DJ Cheapshot] — исполнительный продюсер
- Flavor Crystals — продюсер
- Джеймс Моррис (James Morris) — бас
- Ryu — продюсер
- Vin Skully — звукоинженер, сведение
- Мэтт Териолт (Matt Theriault) — исполнительный продюсер[8]